# Жизнь побеждает (фильм)
«Жизнь побеждает» (рум. Viata învinge) — румынский чёрно-белый художественный фильм, снятый в 1951 году режиссёром Дину Негряну.
Экранизация пьесы Аурела Баранги.
Премьера фильма состоялась 22 августа 1951 года.

## Сюжет
Фильм, посвящён борьбе за науку, связанную с практикой, поставленную на службу построению социализма, свободную от влияния империалистической идеологии, отмеченный культом классовой борьбы в эпоху холодной войны.
Во время лабораторных исследований на промышленном предприятии коммунист-профессор Олтяну изобретает новую технологию, которая может быть очень полезной в превращении железной руды в сталь и другие металлические изделия более высокого качества.
Его эксперименты не всегда дают хорошие результаты, особенно когда ему «помогает» скрытый вредитель. Его жена и помощник помогают разоблачить заговорщика и убедить профессора продолжить дело нужное стране . В конце концов, вредители разоблачены, подвергнуты суровому наказанию, а методы профессора Олтяну получают патенты и успешно внедряются на производстве.

## В ролях
- Георге Враца — Дан Олтяну, профессор
- Ирина Рэчицану — Анка Олтяну, жена профессора
- Жюль Казабан — полковник Дж. Палеолог
- Фори Эттерле — оператор
- Ион Лучиан — Вирджил Сачелари, доцент, помощник Олтяну
- Григоре Василиу-Бирлик — Мису
- Мирча Константинеску — профессор Кристя
- Гразиела Альбини
- Санда Костиниу
- Ион Хентер — Спиридон Думитреску, иностранный агент
- Георге Ионеску Гион

Фильм в румынских кинотеатрах посмотрели 1 373 382 зрителя.